# Степаненки
Степане́нки — село в Україні, в Миргородському районі Полтавської області. Населення становить 171 осіб. Входить до складу Гадяцької міської громади.
Після ліквідації Гадяцького району у липні 2020 року увійшло до Миргородського району.

## Географія
Село Степаненки примикає до міста Гадяч та до села Біленченківка.
По селу тече струмок, що пересихає із заґатою.

## Історія
1870 — засноване як село Ковалівщина.
1950 — перейменоване на Степаненки.
Село постраждало внаслідок геноциду українського народу, проведеного окупаційним урядом СССР 1923—1933 та 1946–1947 роках.
До 2018 року орган місцевого самоврядування — Біленченківська сільська рада.

## Відомі люди

### Народились
- Ковалевський Микола Васильович — український громадський діяч, член Старої громади, друг Михайла Драгоманова.